# Бідочко Микола Іванович
Микола Бідочко (нар. 22 липня 1927, с. Косів) —  лікар-фтизіатр, науковець і педагог, активний учасник громадського життя, автор низки  історичних книг, підручників та поетичних збірок

## Життєпис
Народився Микола 22 липня 1927 року в с. Косів  Чортківського повіту на Тернопільщині  в родині селянина, але не надто заможній сім'ї.  Батько Іван Лук'янович, колишній воїн Української Галицької Армії, вчив його гуманності, працелюбству, чесності, добропорядності та патріотизму. Навчався у Чортківській школі. Після закінчення Кременецького вчительського інституту, вісім років викладав фізику, математику та німецьку мову. Але його вабила медицина. 
У 1959 році закінчив Станіславський медичний інститут.
Спочатку працював лікарем Заболотівському туберкульозному диспансері, а згодом — головним лікарем даного закладу.
У 1967 році, після переїзду до м. Стрий, працює лікарем-терапевтом, за сумісництвом  - викладач фтизіатрії на курсах підвищення кваліфікації фельдшерів.
В 1995 році почав викладати латинську мову в медсестринських групах при Стрийському ВПУ-8 і, пригадавши її (вивчав не тільки в медінституті, але й в гімназії при німцях), підготовив до видання підручник «Латинська мова».
Одружений. Дружина Наталя померла в 2004 році. Дочка Мирослава (1961 р.н.) одружена зі Степаном Андрусяком, має двох внуків.

## Громадсько-наукова робота
Видав і опублікував декілька підручників для медучилищ.  Друкувався у місцевих газетах. Писав на медичні, історичні та релігійні теми. Як активний член наукового товариства «Бойківщина», Микола Бідочко  бере участь в етнографічних та історичних дослідженнях Стрийщини, Сколівщини та Жидачівщини.  Підготував та опублікував цінні матеріали про гетьмана Івана Виговського, про участь Олекси Гасина в Карпатській Січі (1938-39 рр.).  
Автор науково-популярної книги про історію Оріяни-Руси (Праукраїни) часів кам'яної доби.

## Праці
- Інфекційні хвороби: навч. посіб. / М. Бідочко. -К.: Каменяр, 2002
- Фтизіатрія [Текст]: навч. посіб. / М. І. Бідочко. — Київ: Здоров'я, 1992. — 219 с. — Бібліогр.: с. 219. — ISBN 5-311-00739-7
- Епідеміологія [Текст]: учебное пособие / М. І. Бідочко. — Киев: Вища школа, 1978. — 296 с.

## Художні твори
- Малі міста — місто Стрий // Наука і суспільство. — 1993. — № 3
- Писаний і неписаний літопис Косова. — Дрогобич: Відродження, 2001. — 92 с.
- Коротка історія Праукраїни. Або хто ми?. — Стрий: Щедрик, 2003. — 128 с.
- Білі плями в житті козацтва. — Стрий: Щедрик, 2004. — 79 с.
- Історія очима українця ЄЄ Галицький кореспондент. — 2005. — № 2
- Боги в житті людей стародавнього світу. — Дрогобич: Відродження, 2000. — 156 с.